# Felipe Micheletti
Felipe Stievano Micheletti (Sorocaba, 24 de maio de 1990) é um lutador profissional de kickboxing brasileiro.
Atualmente luta na categoria peso pesado, até 94 quilos.

## Biografia
Nascido em Sorocaba, desde criança Felipe já admirava as artes marciais. Foi quando, aos 11 anos, seu pai Silvio César fez, com areia e retalhos de pano, um saco de pancadas onde, com algo próximo as luvas de boxe, também improvisadas por eles, o pequeno aplicava alguns golpes e já demonstrava seu interesse pelos socos e chutes. Mas foi aos 16 que resolveu procurar uma academia de lutas e ingressou no esporte.

## Lutas Amadoras
Participou de 37 lutas armadoras com 30 vitórias, 15 por nocaute. Em 2009 tornou-se campeão brasileiro  pela Confederação Brasileira de Kickboxing na modalidade K-1, na categoria super-pesado, é septa campeão Brasileiro, Campeão Panamericano de kickboxing pela World Association of Kickboxing Organizations, Campeão da Copa do Mundo de Kickboxing pela World Association of Kickboxing Organizations, duas vezes vice-Campeão Mundial de Kickboxing pela mesma confederação.

## Lutas Profissionais
Estreou em novembro de 2009 como profissional contra Edson Lima no K.O Fight em Apucarana, logo depois foi convidado a lutar contra Cleber Rodrigues, a partir de então foi crescendo profissionalmente e enfrentou grandes nomes do kickboxing como Alex Pereira, Saulo Cavalari, Toni Milanovic, Wladimir Mineev, Wallyson Maguila e Guto Inocente. Atualmente é o detentor do cinturão Brasileiro PRO Low Kicks de Kickboxing da categoria pesado  e detentor do cinturão do WGP na categoria pesado, dententor do cinturão mundial PRO World Kickboxing Network , dententor do cinturão mundial low Kicks W.A.K.O PRO .

## MMA - Mixed martial arts
Micheletti está migrando para o MMA, e ajuda nos treinos de grandes atletas do UFC como os lutadores Fábio Maldonado, Mauricio Rua e Francimar Barroso, sua estreia está maracada para novembro.

## Campeonatos e realizações
- Boxe
  - Campeão CopaLisoboxe
  - Campeão Brasil Ceintures
  - Campeão Kid Jofre
  - Vice-Campeão Forja dos Campeões
- Kickboxing
  - 2016 Cinturão Mundial WKN -94 kg Brazil 
  - 2016 Cinturão WGP Kickboxing -94 kg Brazil  [6]
  - 2016 WGP#30 Kickboxing +94 kg, Brazil 
  - 2016 Campeão Brasileiro de Kickboxing, Brasil  (91 kg)
  - 2016 Campeão Paulista no Confederação Paulista de Kickboxing  Brazil  (91 kg)
  - 2015 Vice-Campeão Mundial no W.A.K.O. Brasil  (91 kg)
  - 2015 Campeão Brasileiro de Kickboxing, Brasil  (91 kg)<
  - 2015 Campeão do Jungle Fight 78 – Defesa de cinturão Brasileiro Kickboxing em São Paulo, Brazil  (91 kg)
  - 2016 Campeão Brasileiro de Kickboxing, Brasil  (91 kg)
  - 2015 Campeão Paulista no Confederação Paulista de Kickboxing  Brazil  (91 kg)
  - 2014 Campeão do WGP 24 – Final Tour,  Brasil  (91 kg)[7]
  - 2014 Campeão Brasileiro Pro - Low Kicks,  Brazil   (91 kg)
  - 2014 Campeão da Copa do mundo de Kickboxing pela W.A.K.O Brazil ;
  - 2014 Campeão Brasileiro de Kickboxing, Brasil  (91 kg)
  - 2014 Campeão Paulista no Confederação Paulista de Kickboxing  Brazil  (91 kg)
  - 2013 Vice-Campeão Mundial no W.A.K.O. Brasil  (91 kg)[8]
  - 2013 Campeão WGP Final Tour em São Paulo, Brazil (91 kg)[9]
  - 2013 Campeão do WGP 11 – seletiva para o ‘Super Kombat’ - Romênia  Brasil  (91 kg)[7]
  - 2013 Campeão Brasileiro de Kickboxing, Brasil  (91 kg)
  - 2013 Campeão Paulista no Confederação Paulista de Kickboxing  Brazil  (91 kg)
  - 2012 Campeão Paulista no Confederação Paulista de Kickboxing  Brazil  (91 kg)
  - 2012 Campeão Brasileiro de Kickboxing, Brasil  (91 kg)
  - 2012 Campeão Pan-americano no W.A.K.O.  Brazil  (91 kg)
  - 2012 WGP Kickboxing #8 em Ourinhos, São Paulo  Brazil (91 kg)[10]
  - 2011 Campeão Paulista no Confederação Paulista de Kickboxing  Brazil  (91 kg)
  - 2011 Campeão Brasileiro de Kickboxing, Brasil  (91 kg)
  - 2010 Vice-Campeão Brasileiro de Kickboxing, Brasil  (91 kg)
  - 2010 Campeão Paulista no Confederação Paulista de Kickboxing  Brazil  (91 kg)
  - 2009 Campeão Brasileiro no Confederação Brasileira de Kickboxing (C.B.K.B.) Brazil  (91 kg)
  - 2009 Campeão Paulista no Confederação Paulista de Kickboxing  Brazil  (91 kg)

### Kickboxing Record
| 10 Vitórias, 3 K.O , 5 Derrotas |           |                             |                                                                       |                   |         |       |  |
| Data                            | Resultado | Oponente                    | Evento                                                                | Método            | Assalto | Tempo |  |
| 5 de maio de 2018               | Vitória   | Ivan 'El Terrible' Galaz    | WGP#45 - Defesa de Cinturão                                           | Decisão Unânime   | 5       |       |  |
| 16 de março de 2018             | Vitória   | Igor Darmesnki              | The Battle Champions - Mundial WAKO                                   | Decisão Unânime   | 5       | 3:00  |  |
| 17 de dezembro de 2017          | Derrota   | Roman Kryklia               | Kunlun Fight 69 Heavyweight                                           | Decisão dividida  | 3       | 3:00  |  |
| 17 de dezembro de 2017          | Vitória   | Liu Junchao                 | Kunlun Fight                                                          | Nocaute - 1 round | 3       | 3:00  |  |
| 20 de maio de 2017              | Vitória   | Haime Morais                | WGP#37 - Defesa de Cinturão                                           | Decisão Unânime   | 5       |       |  |
| 2 de janeiro de 2017            | Derrota   | Andrey Gerasimchuk          | Kunlun Fight                                                          | Decisão Unânime   | 3       |       |  |
| 20 de agosto de 2016            | Vitória   | Rogélio ' la Maquina' Ortiz | IVC International Vale Tudo championship - Disputa cinturão K-1 - WKN | Nocaute           | 1       | 1'45  |  |
| 2 de julho de 2016              | Vitória   | Carlos ' Cliford' Meza      | WGP Kickboxing - Cinturão -94 kg                                      | Decisão unânime   | 5       | 3:00  |  |
| 7 de maio de 2016               | Vitória   | Haime 'Shotgan' Morais      | WGP Kickboxing 3.0 - Special Edition                                  | Decisão unânime   | 3       | 3:00  |  |
| 19 de maio de 2015              | Derrota   | Guto Inocente               | WGP Kickboxing - Disputa Cinturão WGP                                 | Decisão dividida  | 5       | 3:00  |  |
| 20 de junho de 2015             | Vitória   | Fábio Alberto Cordovil      | Jungle Fight 78 - Defesa Cinturão PRO                                 | Decisão Unânime   | 5       | 3:00  |  |
| 20 de dezembro de 2014          | Vitória   | Toni Milanovic              | WGP Kickboxing Final Tour                                             | Decisão unânime   | 3       | 3:00  |  |
| 27 de setembro de 2014          | Vitória   | Wallyson Maguila            | Cinturão Brasileiro de Kickboxing PRO - Low Kicks - 94 kg             | TKO               | 5       | 3:00  |  |
| 10 de maio de 2014              | Derrota   | Vladimir Mineev             | WGP Rússia vs Brasil                                                  | Decisão unânime   | 3       | 3:00  |  |
| 21 de dezembro de 2013          | Vitória   | Francisco Lefevbre          | WGP Final Tour                                                        | Nocaute - 1 round | 3       | 3:00  |  |
| 27 de julho de 2013             | Derrota   | Saulo Cavalari              | Disputa Cinturão Brasileiro PRO - K1                                  | Decisão           | 5       | 3:00  |  |
| 17 de maio de 2013              | Vitória   | Edson Lima                  | WGP #11 - Seletiva Super Kombat - GP dos Pesados                      | Decisão Unânime   | 3       | 3:00  |  |
| 17 de maio de 2013              | Vitória   | Rogélio Ortiz               | WGP #11 - Seletiva Super Kombat - GP dos Pesados                      | Nocaute - 3 round | 3       | 3:00  |  |
| 15 de setembro de 2012          | Derrota   | Alex Pereira                | WGP Kickboxing - GP Peso Cruzador -84 kg                              | Decisão unânime   | 3       | 3:00  |  |
| 2 de junho de 2012              | Vitória   | Cleber Rodrigues            | WGP Kickboxing #8                                                     | Decisão           | 3       | 3:00  |  |
| 12 de novembro de 2011          | Derrota   | Edson Lima                  | K.O Fight - Apucarana                                                 | Decisão unânime   | 3       | 3:00  |  |